# كيرت كوبين
كيرت دونالد كوباين (20 فبراير 1967 – 5 أبريل 1994) كان موسيقي أمريكي، ولد عام 1967 بولاية واشنطن، يعتبر من أهم مغنيين موسيقى الروك في العالم، توفي عام 1994 وهناك اختلاف على حقيقة أحداث موته، تميز كوباين كالمغني الرئيسي بفرقة نيرفانا حيث أن صوته مزج بين الحزن والغضب والقوة والحنان، البعض يعتقد أن زوجة المغني الراحل، كورتني لوف، هي القاتلة وليس كما هو مثبت في الأوراق الرسمية أنه قام بالانتحار. من أبرز أعماله مع فرقة نرفانا هي أغنية (رائحة كرائحة روح المراهق).
قام كيرت بإعادة غناء بعض الأغاني القديمة بصوته والذي أثبت أنه يفوقهم قدرة على الغناء. من المعروف عن كيرت أنه كان من محبي الفرقة الإنجليزية بيتلز.
يرتبط اسم فريق الروك الأمريكي (نيرفانا) باسم المغني (كيرت كوبان) الذي انتحر عام 1994 في بيته حيث تم العثور على بندقية بالقرب منه
ورصاصة في الرأس. اسم نيرفانا يحيل على مبدأ بوذي معروف يعني اخماد الرغبة في الوصول إلى السعادة والراحة الكاملة وهو مفهوم أصبح رائجا
في الغرب واتخذ أبعادا أخرى منها بلوغ النشوة الكبرى أو ما يقترب من الحلول بلغة الصوفية. كما ان فيلسوفا مثل شوبنهاور وظفه غير ما مرة إضافة
إلى استعماله في التحليل النفسي يقال ان (كيرت كوبان) ترك وصية بحرقه حيث قسم رمادة إلى ثلاث أجزاء ذر الأول منها في معبد بوذي ورمي الثاني في نهر
(ويشا) بولاية واشنطن أما الثالث فقد احتفظت به زوجته (كورتني لوف) .
في سنوات التسعينات جمعت مجموعة (نيرفانا) حولها ملايين المعجبين في كل أنحاء العالم، وزاد انتحار عضوها النجم في شعبيتها، إذ تعرض عدد من
الشباب لصدمات نفسية ومنهم من قلدوه في الانتحار من أجل الالتحاق به وعيش نفس التجربة.
ترك (كيرت كوبان) رسالة يشرح فيها دوافع انتحاره ومواقفه من الموت والحياة والبشر.أما الشخص الذي بعث اليه فهو بوذا وهو صديق افتراضي خلقه هذا
الفنان كتب فيها ان في (أفظع جريمة يمكنني ان أفكر فيها هي خداع الناس بالادعاء أني أتمتع مائة في المائة فعندما نكون في الكواليس وعندما تنطفئ الاضواء
وتبدأ هتافات الجمهور المسعورة فان ذلك لا يؤثر في...لقد حاولت كل ما في وسعي كي اتمتع بهذه الاشياء ويجب ان أؤكد أني تمتعت بها صدقني يا الهي لقد
تمتعت كوني أثرت على العديد من الناس قد تمتعت
بها لكن ليس بشكل كاف.وعلي ان اكون واحدا من أولئك الانانيين الذين لا يقدرون قيمة الاشياء الا في الوقت الذي لا تعود فيه موجودة... هناك
طيبة قلب كل واحد منا وأعتقد ببساطة أني أحب الناس كثيرا.رغم ان ذلك يجعلني حزينا.
لا يمكنني أبدا تصور فكرة ان ابنتي ستصبح فنانة روك بئيسة تعمل على تخريب ذاتها وذات ميول انتحارية كما هو حالي الآن .
أشعر بالتقدير والاعتراف. لكني ومنذ ان كان عمري سبع سنوات بدأت أكره الكائن البشري عموما...
أنا شخص متقلب جدا وغير مستقر خال من أي رغبة تذكروا اذن:انه من الأفضل الاحتراق على نار قوية بدل الموت ببطء على نار هادئة...)
قبل ان يقدم (كيرت كوبان) على الانْتِحارٌ تم انقاذة عدة مرات من الموت المحقق لتعاطيه المخدرات التي كان يتناولها بجرعات زائدة.ورغم اعتناقه للبوذية لو يذكر
كثيرًا اثناء الحديث عن سيرته، لكنه كان يربط مجموعة من تصرفاته بتعاليمها وذكر رموزها الكبرى ومبادئها وفي النهاية اختار الانتحار كخلاص عوض انتظار خلاصه
الروحي عن طريق النيرفانا.

## وصلات خارجية
- كيرت كوبين على موقع IMDb (الإنجليزية)
- كيرت كوبين على موقع الموسوعة البريطانية (الإنجليزية)
- كيرت كوبين على موقع ألو سيني (الفرنسية)
- كيرت كوبين على موقع ميوزك برينز (الإنجليزية)
- كيرت كوبين على موقع رولينغ ستون (الإنجليزية)
- كيرت كوبين على موقع إن إن دي بي (الإنجليزية)
- كيرت كوبين على موقع أول ميوزيك (الإنجليزية)
- كيرت كوبين على موقع ديسكوغز (الإنجليزية)
- كيرت كوبين على موقع قاعدة بيانات الفيلم (الإنجليزية)

- الميثاق الاصلي لانتحار كيرت كوبين